# Tuberculina persicina
Tuberculina persicina is een hyperparasitaire schimmel, die behoort tot de familie Helicobasidiaceae. De schimmel komt onder andere voor op rietgrasroest. Tuberculina persicina is de anamorfe vorm van de teleomorf Helicobasidium brebissonii (violet wortelrot).
De 7-8(10) µm grote conidiën worden in een sporodochium gevormd.

## Foto's

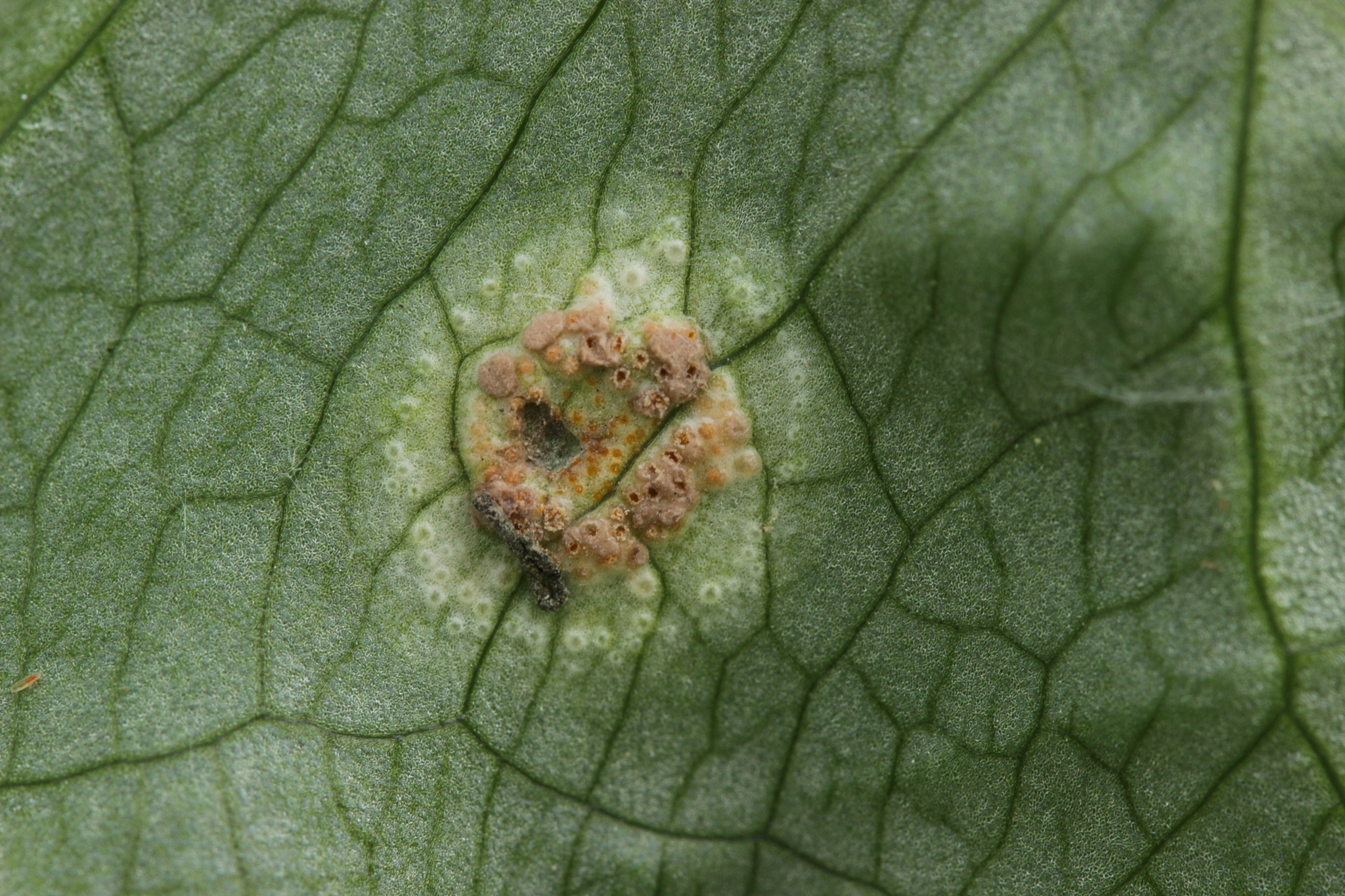
Tuberculina persicina op rietgrasroest op gevlekte aronskelk
Tuberculina persicina op een Pucciniomycetes
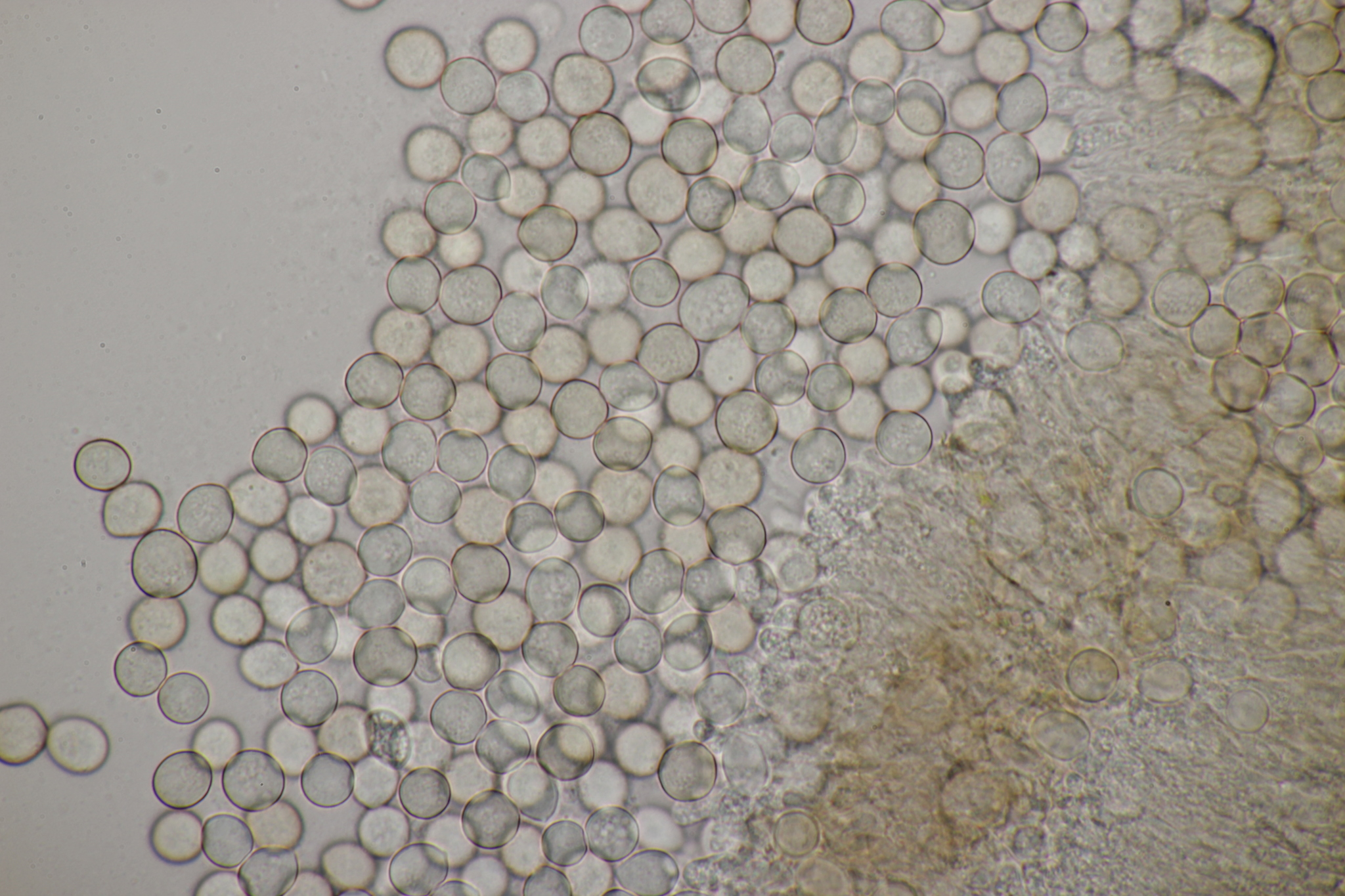
Conidiën van Tuberculina persicina op rietgrasroest op gevlekte aronskelk
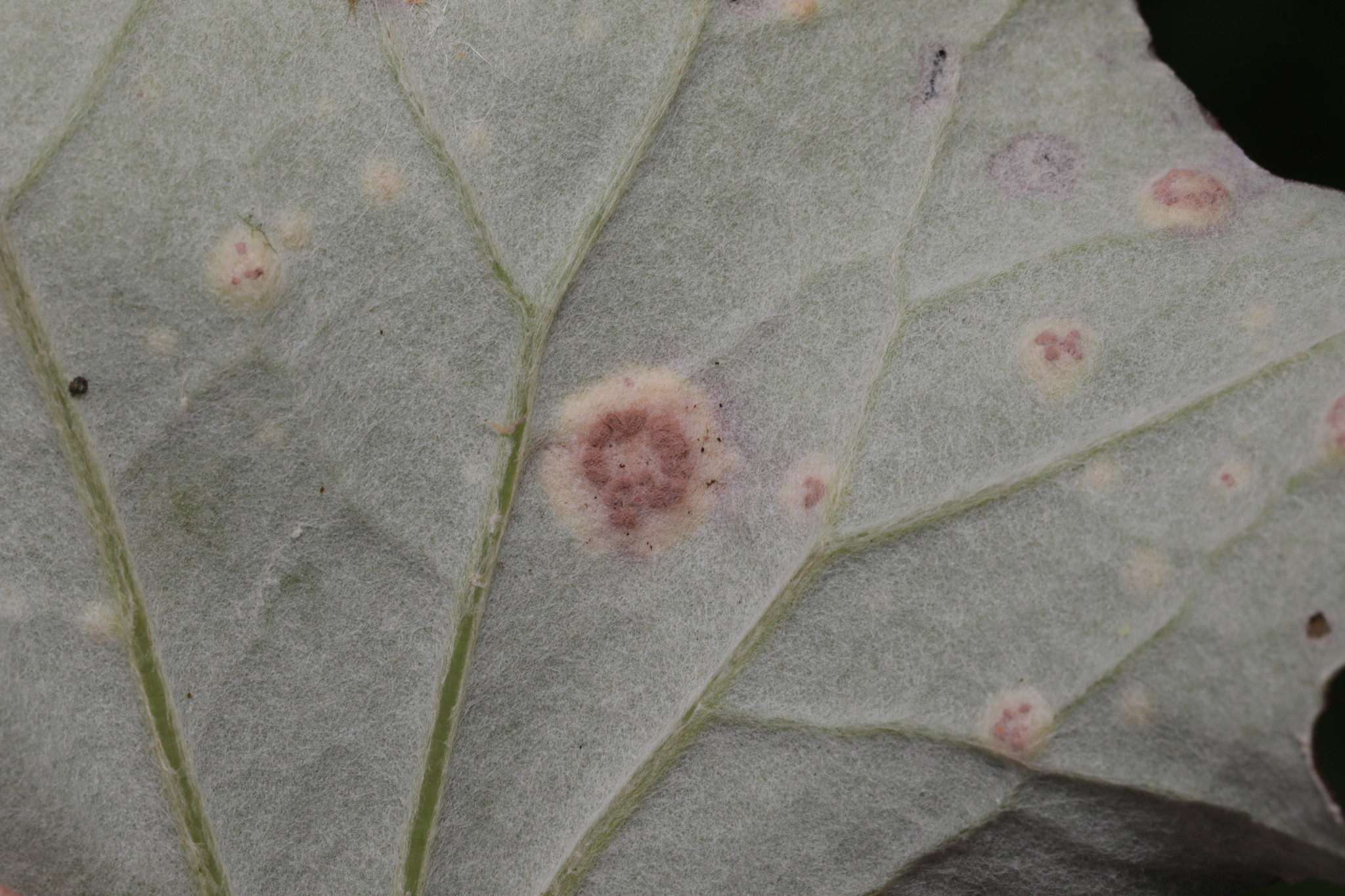
Tuberculina persicina op Puccinia poarum op klein hoefblad
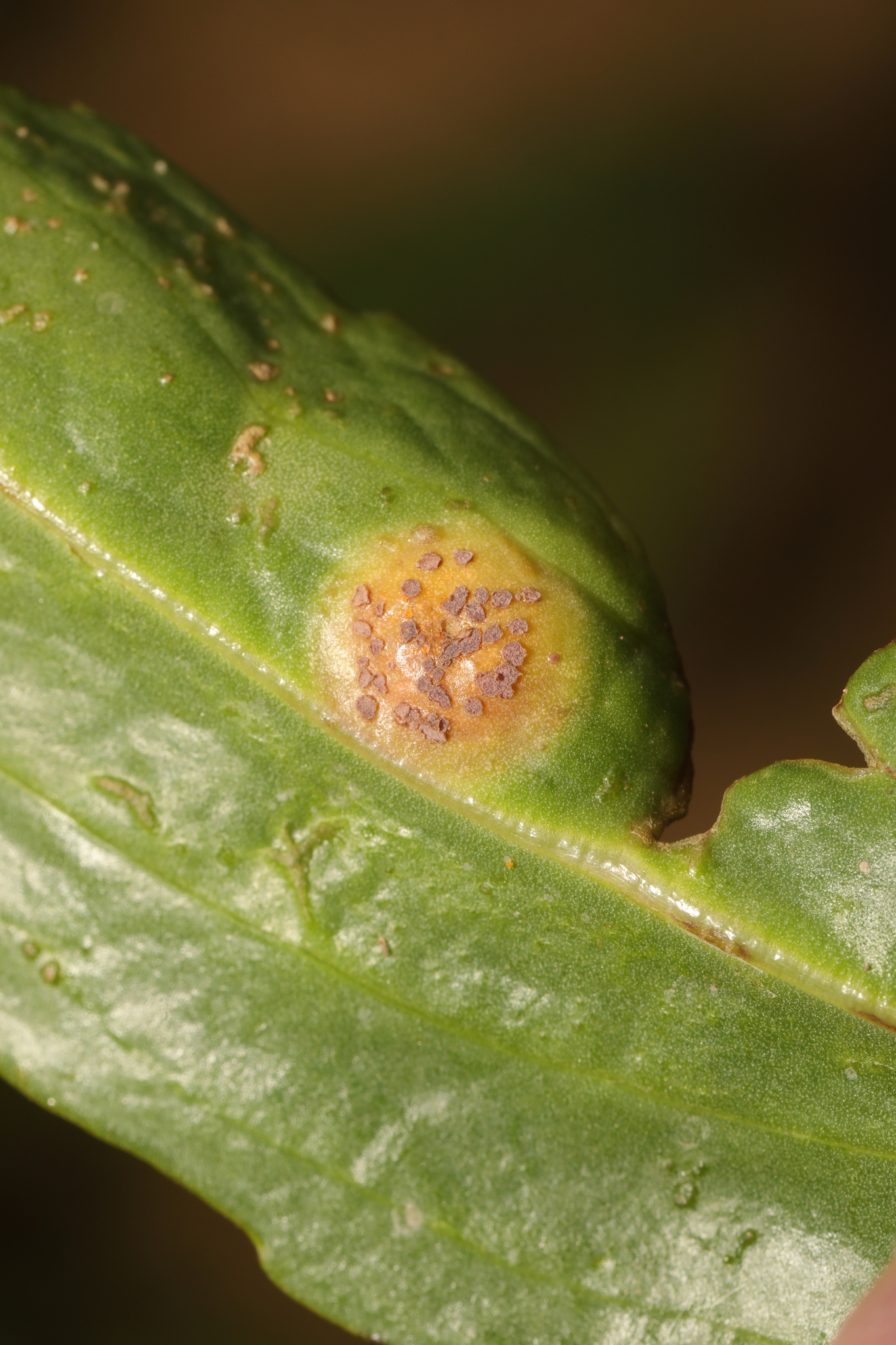
Tuberculina persicina op Puccinia dioicae var. extensicola op zulte
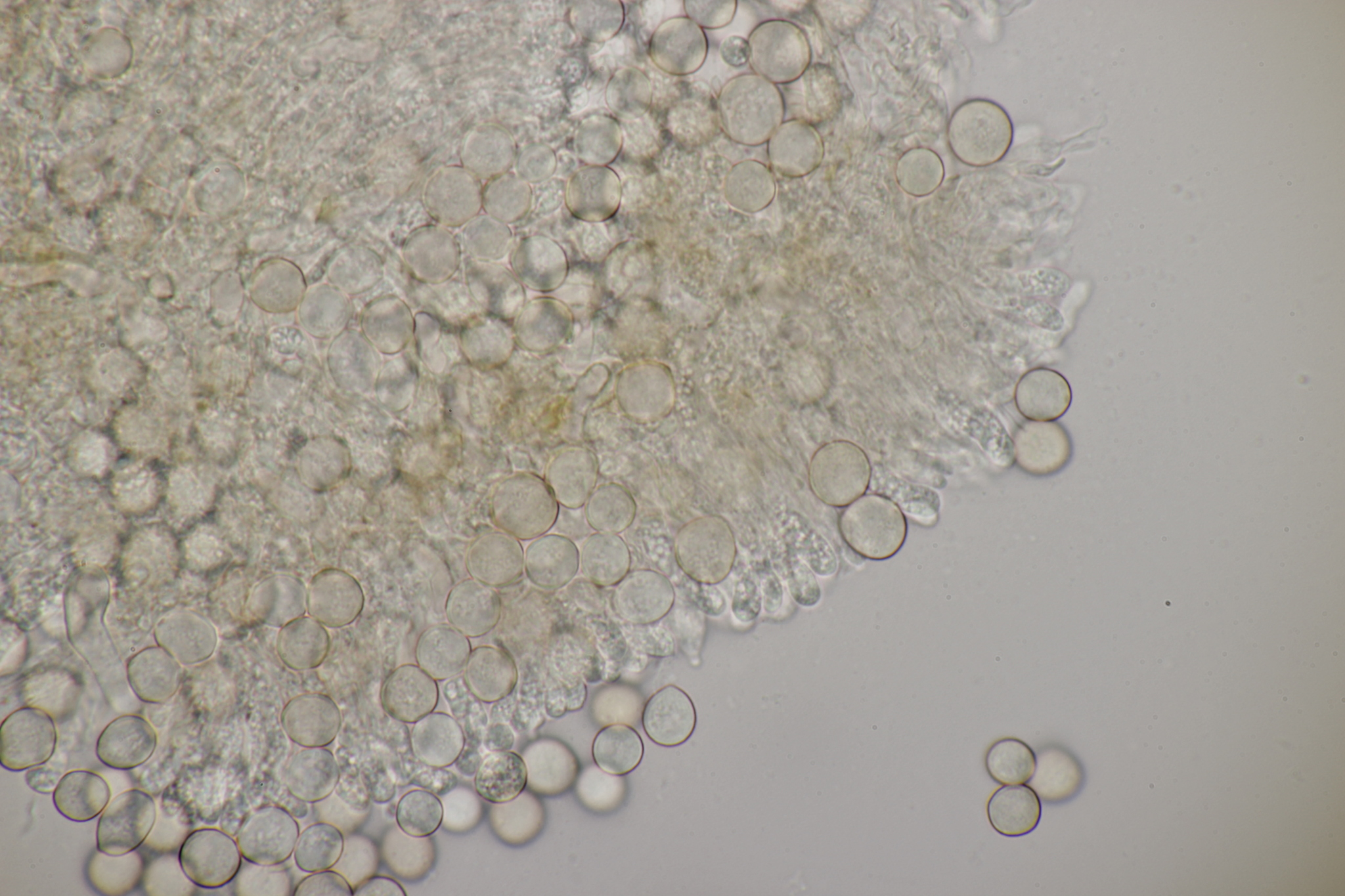
Sporodochium van Tuberculina persicina op Uromyces pisi-sativi op wolfsmelk